# Градишће (Жмињ)
Градишће (хрв. Gradišće, итал. Gradischie) је насељено место у општини Жмињ, Истарска жупанија, Хрватска.

## Историја
До територијалне реорганизације у Хрватској било је у саставу старе општине Ровињ.

## Становништво
У попису становништва из 2011. године, Градишће је имало 50 становника.
| Број становника према пописима | Број становника према пописима | Број становника према пописима | Број становника према пописима | Број становника према пописима | Број становника према пописима | Број становника према пописима | Број становника према пописима | Број становника према пописима | Број становника према пописима | Број становника према пописима | Број становника према пописима | Број становника према пописима | Број становника према пописима | Број становника према пописима | Број становника према пописима |
| ------------------------------ | ------------------------------ | ------------------------------ | ------------------------------ | ------------------------------ | ------------------------------ | ------------------------------ | ------------------------------ | ------------------------------ | ------------------------------ | ------------------------------ | ------------------------------ | ------------------------------ | ------------------------------ | ------------------------------ | ------------------------------ |
| 1857                           | 1869                           | 1880                           | 1890                           | 1900                           | 1910                           | 1921                           | 1931                           | 1948                           | 1953                           | 1961                           | 1971                           | 1981                           | 1991                           | 2001                           | 2011                           |
| 0                              | 0                              | 106                            | 87                             | 102                            | 122                            | 0                              | 0                              | 142                            | 133                            | 104                            | 88                             | 81                             | 63                             | 56                             | 50                             |

Напомена: Године 1857, 1869, 1921. и 1931. подаци су садржани у насељу Жмињ. Године 1880. и 1890. исказивано као део насеља.